# 71 Ursae Majoris
71 Ursae Majoris är en röd jättestjärna och misstänkt variabel (VAR) i stjärnbilden Stora björnen.
Stjärnan har visuell magnitud +5,82 och varierar i amplitud med 0,022 magnituder och en period av 2,73075 dygn.